# Suzanne Loebl

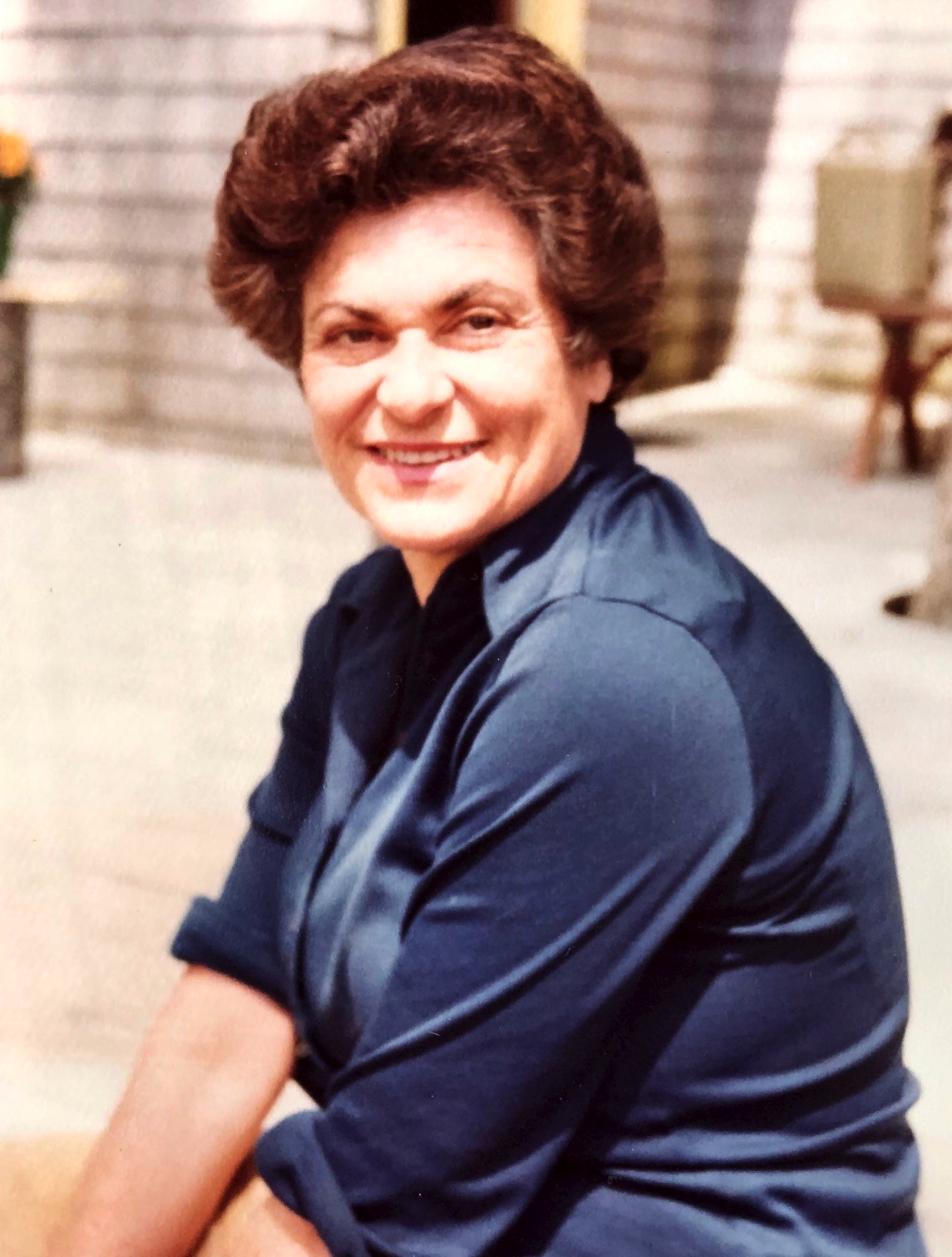
Suzanne „Sue“ Loebl, geborene Bamberger, im US-Bundesstaat Maine, 1979

Suzanne „Sue“ Loebl (* 14. Mai 1925 in Hannover), geboren als Susanne Helene Bamberger, ist eine deutsch-amerikanische Chemikerin, Fachbuchautorin, Wissenschaftsredakteurin, Kinder- und Jugendbuchautorin, Vortragsrednerin und Schriftstellerin.

## Familie

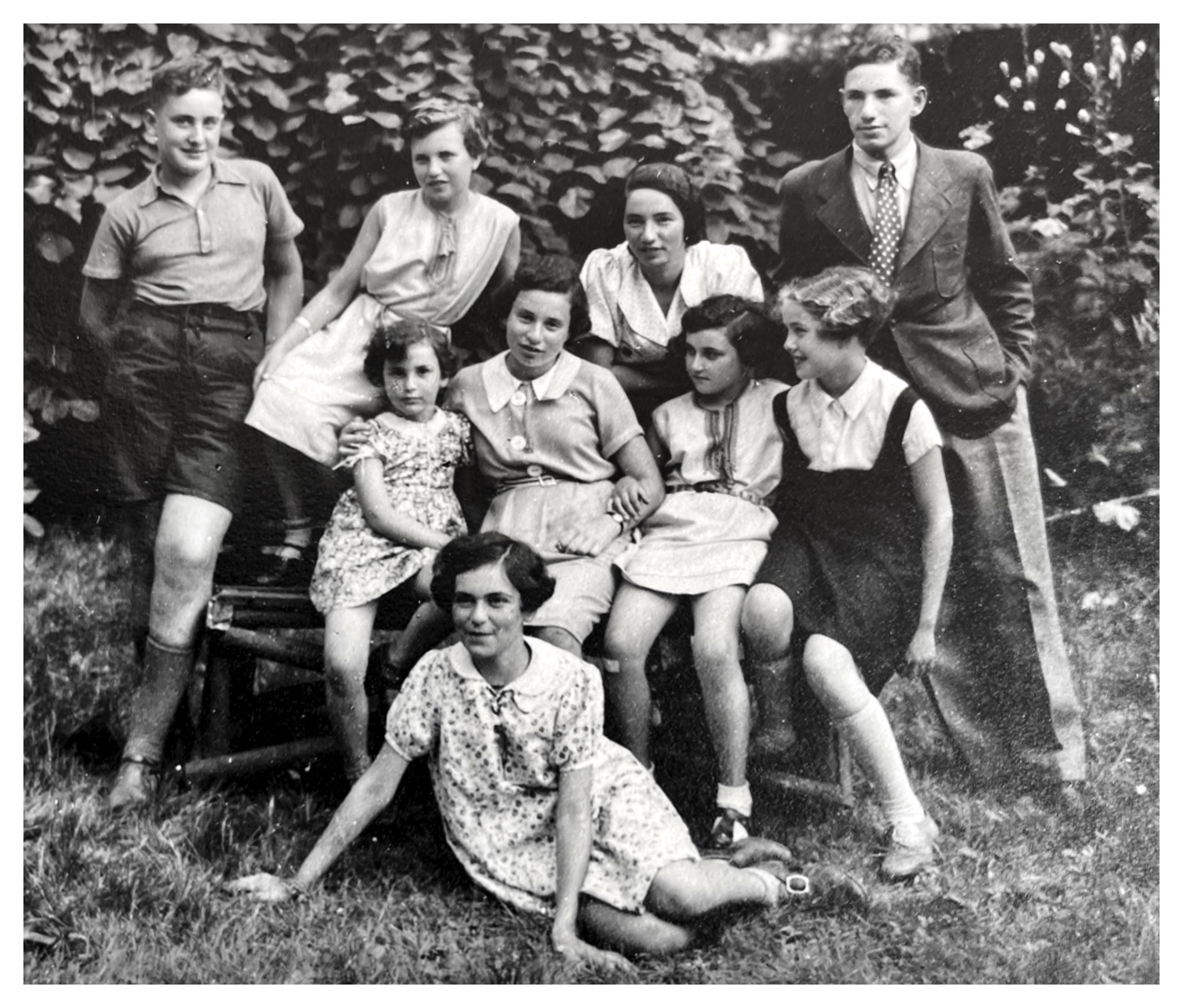
Lichtenfels, Sonnenhaus: „Suse“ (ganz vorn) mit acht ihrer neun Cousins und Kusinen, Sommer 1937

Susanne bzw. „Suse“ war das erste Kind des promovierten Chemikers und Unternehmers Hugo Bamberger (* 12. August 1887 in Lichtenfels, Oberfranken; gestorben am 31. Dezember 1949 in New York City) und dessen Ehefrau Margarete „Gretel“ (* 21. Februar 1902 in Nürnberg; gestorben am 7. Februar 1991 in New York City), geborene Schwarzhaupt. Susannes jüngere Schwester ist Gabriele Erika (* 27. Mai 1930 in Hannover, später verheiratete Lewinson). In Hannover bewohnte die Familie ein Jugendstil-Haus in der Kaulbachstraße gegenüber der Eilenriede.
Ihr Vater gehörte einer oberfränkischen Familie von international agierenden Unternehmern an, die mit Korbwaren und Rohmaterial für die Möbelindustrie handelten, während der Zeit der Weimarer Republik für das Bauhaus, außerdem mit Holzspielwaren nach Pestalozzi-Schüler Friedrich Fröbel sowie mit kunstgewerblichen Erzeugnissen aus Holz. Hugo Bamberger war ein Sohn des Philipp Bamberger (1858–1919) und dessen aus Feuchtwangen stammender Ehefrau Sarah „Serry“ (1862–1925), geborene Ullmann. Seine drei Brüder waren Anton, Ludwig und Otto Bamberger.
Ihre Mutter war Tochter des Joseph Schwarzhaupt (* 30. November 1869 in Regensburg; gestorben am 30. Oktober 1940 in Nottinghamshire, England) und dessen Ehefrau Emma Mayer (* 10. Januar 1878 in Frankfurt am Main; gestorben am 5. Dezember 1955 in New York City).
Susannes Großvater, Joseph Schwarzhaupt, war neben seinen Brüdern Mitinhaber einer in Franken und Bayern bestehenden Kette von Einzelhandelsgeschäften, die beispielsweise in Nürnberg, Regensburg und München renommierte Bekleidungshäuser unter dem Namen Modewarenhaus Emanuel Schwarzhaupt betrieb.
Suzanne Bamberger heiratete am 15. März 1950 in New York City den promovierten österreichischen Biochemiker Ernest (Ernst) Moshe Loebl (* 30. Juli 1923 in Wien; gestorben am 19. Juni 2020 in New York City). Aus der Ehe gingen zwei Kinder hervor, Judith H. (* 12. Mai 1954, später verheiratete Gordon) und David A. (1956–1993).

## Wirken
Susanne Bamberger wuchs in Hannover auf und wurde dort eingeschult. Als sie sieben Jahre alt war, wurde den Nationalsozialisten der Weg an die Macht ermöglicht. Das Erste, was sie in der Schule davon bemerkte, war der Umstand, dass ihre beste Freundin Gerda von einem Tag auf den anderen verschwunden war. Diese war mit ihrer Familie in die Schweiz emigriert. Erklärt wurde Susanne das jedoch nicht. Nach der Grundschule sollte sie eine weiterführende Schule besuchen, doch für ein Kind jüdischer Abstammung gestaltete sich dies nun schwierig. Schließlich erklärte sich die Waldorfschule in Hannovers Jägerstraße bereit, Susanne aufzunehmen, obwohl dort ab Ostern 1935 ein behördliches Aufnahmeverbot neuer Schüler verhängt worden war. Ab 1936 besuchte sie zudem einmal pro Woche die Hebräischschule, wozu die Jüdische Gemeinde aufgerufen hatte, um die Schüler u. a. auf eine Emigration vorzubereiten.
Alljährlich trafen die Nichten und Neffen des Otto Bamberger in dessen Villa „Sonnenhaus“ mit großem Garten in Lichtenfels mit dessen Kindern Ruth (1914–1983) und Klaus Philipp (1920–2008) zusammen, um dort Familienfeste und gemeinsame Sommerurlaubstage zu verbringen. Die Villa wurde zum Ausgangspunkt zahlreicher Ausflüge, Fahrradtouren und Wanderungen in die nähere und weitere fränkische Region, und so zu gern erinnerten Höhepunkten dieser Jahre.
Ab 1935 versuchte Susannes Vater, der Mitinhaber der Chemischen Fabrik Lehrte (CFL) war, einen Weg in die Emigration zu finden. Zwei Versuche, im spanischen Barcelona und im italienischen Mailand beruflich Fuß zu fassen, scheiterten 1936/37 aufgrund des Spanischen Bürgerkrieges und aufgrund der initiierten „Achse Berlin–Rom“ zwischen Mussolini und Hitler. 1937 emigrierte ihr Vater schließlich nach Belgien, um dort eine kleine Firma aufzubauen, bevor er seine Familie im Folgejahr nachkommen ließ. Susanne nahm dort für ihren Vornamen die Schreibweise Suzanne an. Später begann sie in Brüssel damit, Chemie zu studieren, um ihrem Vater in dessen neu aufgebautem kleinen chemisch-pharmazeutischen Betrieb La Synthèse helfen zu können.
Nach dem Einmarsch der deutschen Wehrmacht wurde ihr Vater 1940 in das südfranzösische Camp des Milles deportiert, ein Internierungslager. Als Hugo Bamberger im April 1941 sein beantragtes Visum für die Vereinigten Staaten erhielt, durfte er das Internierungslager verlassen und emigrierte einen Monat später über Spanien und Portugal mit der Marqués de Comillas der Compañía Transatlántica Española in die Vereinigten Staaten.
Susanne musste wie ihre Schwester und ihre Mutter in den Untergrund gehen, um einer Deportation zu entgehen. Sie arbeitete als Hausmädchen für belgische Familien, die ihr statt einer finanziellen Entlohnung eine (illegale) Unterkunft anboten. Auf diese Weise konnten die drei trotz zahlreicher gefährlicher Situationen die deutsche Besatzung Belgiens und den Holocaust überleben. 1946 konnte sie mit ihrer Schwester und ihrer Mutter dem Vater in die USA folgen, der dort mittellos eingetroffen war. Dennoch gelang es ihm dort innerhalb von drei Jahren, erneut eine chemisch-pharmazeutische Fabrik, die Chemo Puro Mfg. Corp. auf Long Island im Bundesstaat New York, aufzubauen.
Suzanne Loebl veröffentlichte medizinische Fachbücher, Kinderbücher, ihre Erinnerungen sowie Museumsführer. Sie wurde dafür mehrfach ausgezeichnet. Mit The Nurse’s Drug Handbook gelang ihr ein Standardwerk für Krankenschwestern und -pfleger, das über Jahrzehnte eine große Verbreitung erfuhr. Viele ihrer Veröffentlichungen weisen Bezüge zu ihrer eigenen Familie auf. Sie hielt Vorträge über die Shoah in US-amerikanischen Schulen und war als wissenschaftlicher Redakteur (Science Editor) für die 1948 gegründete Arthritis Foundation aktiv.

## Werke
- mit Sarah Regal Riedman: Fighting the unseen. The story of viruses. Abelard-Schuman, London / New York 1967. OCLC 561559599
- Exploring the Mind. Man's Search for Mental Health. Abelard-Schuman, London / New York 1968, ISBN 0-2007-1589-5.
- Conception, Contraception. A New Look. McGraw-Hill, Montréal 1974, ISBN 0-0703-8339-1.
- The Nurse’s Drug Handbook. Wiley, New York 1977. OCLC 20955086
- Why can’t we have a baby? An authority looks at the causes and cures of childlessness. Warner Books, New York 1979. OCLC 5140087
- mit Albert Decker: We want to have a baby. Penguin, Harmondsworth 1980, ISBN 0-1404-6405-0.
- Parents magazine’s Mother’s Encyclopedia and Everyday Guide to Family Health. Parents Magazine Enterprises, Dell Pub. Co., New York 1981, ISBN 0-4405-6851-X.
- mit Stephen Ira Ajl: Everyday Guide to Family Health. Expert Advice on Child Care and Family Health. Faber, London 1982, ISBN 0-5711-1933-6.
- mit George Spratto, Adrienne L. Woods: The Nurse’s Drug Handbook. Delamar Publishers, Albany, NY, USA, 1994. OCLC 622185075
- mit Robert P. Grelsamer: The Columbia-Presbyterian Osteoarthritis Handbook. The Complete Guide to the Most Common Form of Arthritis. Macmillan, New York 1996, ISBN 0-0203-4461-9.
- mit Thomas Sperling, Richard von Volkmann-Leander: The Wish Ring. Star Bright Books, New York 1997, ISBN 1-8877-3414-7.
- At the Mercy of Strangers. Growing up on the Edge of the Holocaust. Pacifica Press, Pacifica, CA, USA, 1997, ISBN 0-9355-5323-1.
- America’s Art Museums. A Traveler’s Guide to Great Collections Large and Small. Norton, New York 2002, ISBN 978-0-3933-2006-0.
- mit Stephen A. Paget, Michael Lockshin: The Hospital for Special Surgery – Rheumatoid Arthritis Handbook. J. Wiley, Chichester 2002, ISBN 978-0-4714-1045-4.[19]
- Der endlose Krieg. Scheunen-Verlag, Kückenshagen 2006, ISBN 978-3-9383-9827-2.
- The Mothers’ Group: Of Love, Loss, and AIDS. ASJA Press, New York 2007. ISBN 978-0-5954-1575-5.[20]
- America’s Medicis – The Rockefellers and Their Astonishing Cultural Legacy. Harper, New York 2010, ISBN 978-0-0612-3722-5.[21]
- Der lange Weg des Abschieds. Die Gruppe der Mütter. Scheunen-Verlag, Kückenshagen 2011, ISBN 978-3-9423-1302-5.
- Flucht nach Belgien. Epubli, Berlin 2014, ISBN 978-3-7375-0002-9.
- mit Abigail Wilentz: Plunder and Survival (2020/23 in Arbeit, erscheint voraussichtlich bei Bloomsbury Academic, 2025, ISBN 978-1-5381-9422-5)

## Auszeichnungen
- 1968/1969 – Advanced Science Writing Fellowship, School of Journalism, Columbia University
- 1974 – Matrix Award, New York Women in Communication, Public Relations Category[22]
- 1998 – Best Book for the Teen Age: At The Mercy of Strangers. Growing Up on the Edge of the Holocaust, New York Public Library
- 1998 – First Prize Small Press: The Wish Ring
- 2012 – Career Achievement Award, American Society of Journalists and Authors (ASJA)[23]
- 2018 – City Tech JFSA Distinguished Lifetime Achievement Award[24]

## Mitgliedschaften
- American Society Journalists and Authors
- The Authors Guild
- National Association Science Writers[25]